# Dennis Turner, Baron Bilston
Dennis Turner, Baron Bilston (* 26. August 1942 in Bilston, West Midlands; † 25. Februar 2014) war ein britischer Politiker (Labour und Co-operative).

## Biografie
Turner, Sohn von Thomas Herbert Turner und Mary Elizabeth Peasley, besuchte die Stonefield Secondary Modern School und das Bilston College of Education.
Turner war von 1966 bis 1986 Mitglied des Wolverhampton Borough Council, davon 1980 bis 1986 als stellvertretender Vorsitzender. Von 1973 bis 1986 gehörte er gleichzeitig auch dem West Midlands County Council an. Von 1987 bis 2005 war er Mitglied des House of Commons für Wolverhampton South East. Von 1991 bis 1993 war er Vorsitzender der Co-operative Party Parliamentary Group. Von 1992 bis 1997 war er Whip der Opposition. Ebenfalls 1997 wurde er Parliamentary Private Secretary (PPS) für die Entwicklungsministerin, zunächst bis 2003 für Clare Short, 2003 für Valerie Amos. Seit 2000 war er Schatzmeister der Lopus Group.
2005 wurde Turner Life Peer als Baron Bilston, of Bilston in the County of West Midlands. Im selben Jahr wurde er außerdem Sekretär der Non-Profit Making Members' Clubs Group. Seit 2008 war er stellvertretender Vorsitzender der Markets Group und Vorsitzender der Greyhound Group. Er war Mitglied der British Humanist Association.
Er war seit 1976 mit Patricia Narroway verheiratet. Sie haben einen Sohn und eine Tochter.